# Comuna de Brzeźnio
Brzeźnio (polaco: Gmina Brzeźnio) é uma gminy (comuna) na Polónia, na voivodia de Lodz e no condado de Sieradzki. A sede do condado é a cidade de Brzeźnio.
De acordo com os censos de 2004, a comuna tem 6983 habitantes, com uma densidade 49,5 hab/km².

## Área
Estende-se por uma área de 128,73 km², incluindo:
- área agricola: 70%
- área florestal: 23%

## Demografia
Dados de 30 de Junho de 2004:
|                      | Total   | Total | Mulheres | Mulheres | Homens  | Homens |
| -------------------- | ------- | ----- | -------- | -------- | ------- | ------ |
|                      | pessoas | %     | pessoas  | %        | pessoas | %      |
| População            | 6377    | 100   | 3174     | 49,8     | 3203    | 50,2   |
| Densidade (pop./km²) | 49,5    | 100   | 24,7     | 24,7     | 24,9    | 24,9   |

De acordo com dados de 2002, o rendimento médio per capita ascendia a 1330,35 zł.

## Comunas vizinhas
- Brąszewice, Burzenin, Sieradz, Wróblew, Złoczew